# Comité des finances
Pendant la Révolution française, le Comité des finances était une instance permanente dépendant de l'Assemblée constituante puis de la Législative et enfin de la Convention. D'une manière récurrente, un comité des finances fut par la suite créé au début de chaque changement de régime en France (1814, 1830, 1848).

## Histoire du comité
Ce premier comité était particulièrement important : il était consulté sur tout ce qui rapportait aux dépenses publiques, à la trésorerie nationale et à la vérification des comptes (via le Bureau de comptabilité). Par son intermédiaire, arrivaient de nombreuses pétitions et parfois des idées très novatrices, émanant de simples particuliers ou de syndic financier.
En 1791, il est scindé principalement en deux sections chargées respectivement de l'ordinaire et de l'extraordinaire des finances (en lien avec la Caisse de l’extraordinaire qui doit gérer les Biens nationaux) 
Les contributions directes et indirectes furent d'abord le rôle du « comité des contributions publiques, liquidations et pensions » mais en 1792, la Convention réunit les deux comités puis y ajoute le comité des monnaies (créé le 29 août 1790).
Le comité joua un rôle déterminant dans la mise en place du système de l'assignat et la liquidation de la Caisse d'escompte.
Fin 1795, le comité est dissous et ses missions passent sous la tutelle du ministère des Finances.
Le comité des finances compta en moyenne 12 membres et autant de suppléants. On trouve notamment parmi ceux-ci Pierre Joseph Cambon, gros négociant de toiles à Montpellier devenu une sorte de « dictateur aux finances » quand il hérita de la présidence sous la Terreur (1793-1795).

## Membres notoires
- Claude Bénigne Lompré
- François Véron Duverger de Forbonnais
- Jean-Joseph Johannot
- Pierre Samuel du Pont de Nemours
- Isaac Tarteyron
- André-Daniel Laffon de Ladebat
- Jean Ballet
- Jean-Barthélémy Le Couteulx de Canteleu
- Anne-Pierre de Montesquiou-Fézensac (président en 1791)
- Martin Michel Charles Gaudin
- Louis-Bernard Guyton-Morveau
- François René Mallarmé
- Augustin Frécine
- Pierre Poya de L'Herbay
- Pierre Lombard-Lachaux
- Jean-Chrysostôme de Villaret
- Alexandre Goüin
- Pierre-Louis Roederer
- Jean-Frédéric Perregaux
- Louis de Boislandry
- Jean-Baptiste Le Carpentier